# Kaczowice (województwo dolnośląskie)
Kaczowice – osada w Polsce położona w województwie dolnośląskim, w powiecie strzelińskim, w gminie Przeworno.
W latach 1975–1998 miejscowość administracyjnie należała do województwa wałbrzyskiego.